# Chiesa palatina

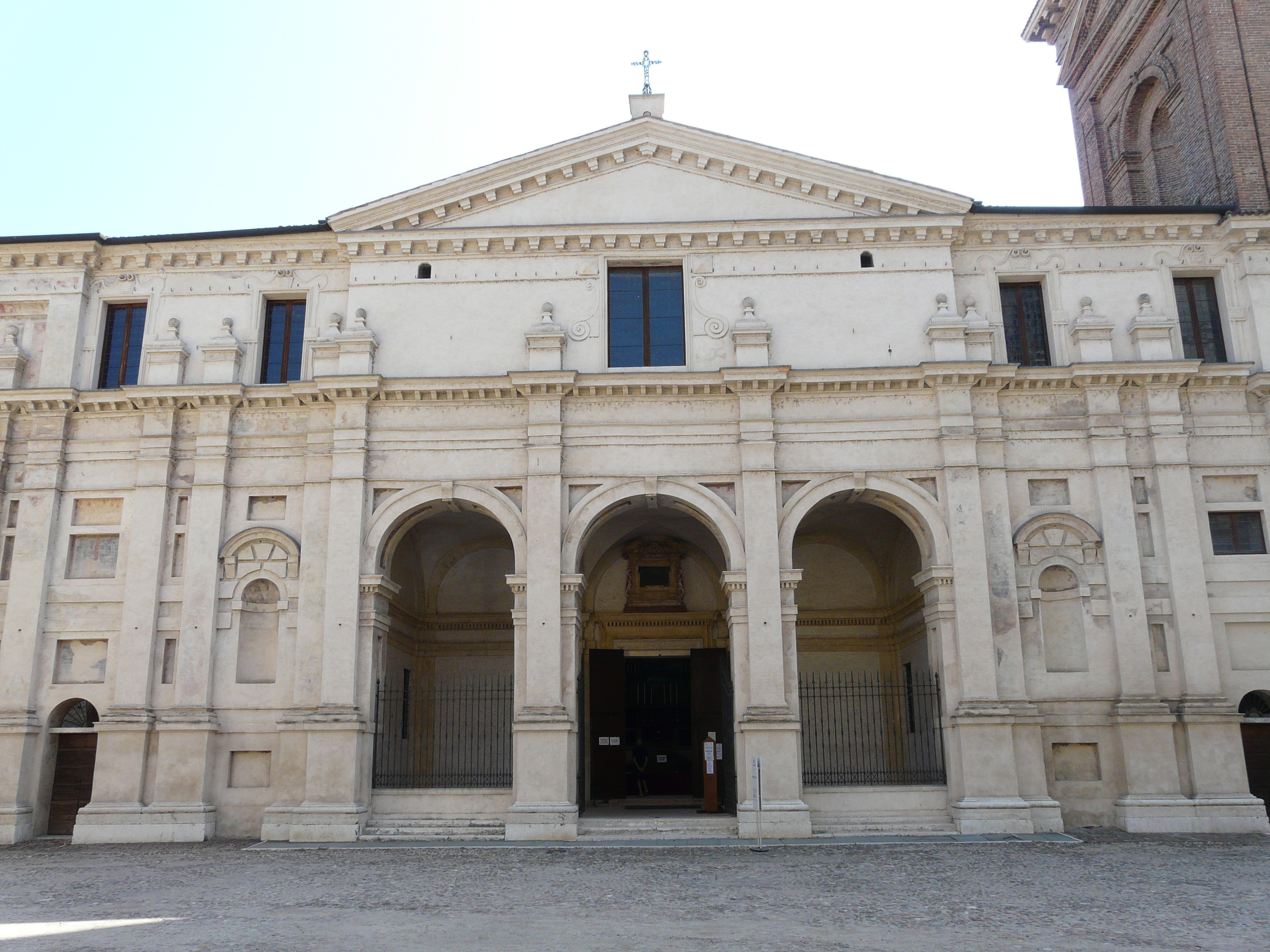
Un esempio di chiesa palatina a Mantova, ossia la Basilica palatina di Santa Barbara.

Una chiesa palatina è una o parti di costruzioni che non venivano considerate di proprietà della chiesa cattolica, ma del "palazzo" cioè del regnante.

## Storia e definizione
La distinzione fra chiesa palatina e chiesa di proprietà della chiesa cattolica era molto importante in particolare dall'XI secolo in poi, dopo la decisione di papa Leone IX di far valere la Donazione di Costantino che riconosceva alla chiesa cattolica il possesso di "tutte le chiese di Dio al mondo". Perciò quando un regnante si faceva costruire una cappella privata nel proprio palazzo, per distinguerla da tutte le altre chiese e cappelle cristiane (ritenute di proprietà del papa), la si chiamava appunto palatina. 
Tale appellativo passò poi a designare le cappelle private di ogni tipo, da quelle dei capi di Stato a quelle militari. Volendo imporre la propria presenza anche in queste proprietà private, a moltissime chiese palatine fu in seguito concesso il beneficio ecclesiastico con patronato, il che legava la struttura al servizio della chiesa sorvolando sulla questione della mera proprietà. Inoltre al clero addetto a queste chiese particolari fu concessa la esenzione giurisdizionale ecclesiastica ordinaria, spesso sotto l'autorità di un "cappellano maggiore" (come nel caso del Grande elemosiniere di Francia) a cui veniva riconosciuto una sorta di potere di supervisione e assimilava il clero palatino a quello di un'odierna prelatura personale.
Per quanto riguarda l'Italia, solo con il concordato dei Patti Lateranensi del 1929 la questione venne risolta con la rinuncia dello Stato a ogni pretesa sulle chiese palatine, tranne che per le cappelle annesse ai palazzi Reali, alla Basilica di Superga e alla Chiesa della Sindone di Torino (il clero palatino italiano dipendeva dal Cappellano maggiore del Re, che aveva sede tra 1871 e 1929 presso la Chiesa del Santissimo Sudario dei Piemontesi di Roma, in quanto le cappelle del Quirinale erano "colpite" da interdetto fino al Concordato). 
In altri Paesi le chiese palatine conservano il loro status particolare.

## Caratteristiche
Le chiese palatine si distinguevano dalle altre chiese essenzialmente per le seguenti peculiarità:
- dovevano venir istituite con un atto specifico del regnante che donava o designava il fondo per il luogo di culto,
- rimanevano soggette all'autorità del regnante per la nomina degli ecclesiastici, ossia la cosiddetta collazione straordinaria (cioè la nomina a un beneficio ecclesiastico sine provisione canonica che è un'eccezione, non più prevista esplicitamente nel codice di diritto canonico ma consentita da tradizioni ed apposite bolle, come quella Concernit del 6 luglio 1741 per quanto riguardava i Borbone delle Due Sicilie), autorità che comunque di norma si limita, specialmente oggi, alla facoltà di veto,
- erano indipendenti dal vescovo (e proprio l'esenzione dalla giurisdizione ordinaria ecclesiastica distingue la chiesa palatina dalle chiese di patronato laico, molto diffuso un tempo, di "normali" famiglie aristocratiche).
- non potevano normalmente concorrere a cariche ecclesiastiche superiori, cioè non potevano diventare parrocchie, anche se vi erano notevoli eccezioni, come nel caso di Altamura, Acquaviva delle Fonti o Santa Lucia del Mela dove le chiese palatine erano addirittura a capo di prelature territoriali, o il caso della cappella palatina dei Re del Portogallo che fu alla base della nascita del Patriarcato di Lisbona nel 1716.

## Esempi
Tra le più note chiese palatine è quella di Santa Barbara a Mantova, inserita nel complesso del Palazzo Ducale, storicamente conosciuta soprattutto perché autorizzata a ospitare riti diversi da quelli cattolici, nonché concerti di musica profana. È, tra l'altro, una delle poche chiese palatine a fregiarsi del nome di "basilica", assieme alle basiliche palatine pugliesi (ossia la Basilica di San Nicola di Bari, il Santuario di Monte Sant'Angelo, la Cattedrale di Altamura e la cattedrale di Acquaviva delle Fonti) del Regno delle Due Sicilie e, storicamente, la Basilica di San Marco a Venezia.